# Matthew Simmonds
Matthew Simmonds (ur. 20 maja 1987) – brytyjski kolarz górski.

## Kariera
Największy sukces w karierze Matthew Simmonds osiągnął 23 sierpnia 2014 roku, kiedy zajął drugie miejsce w zawodach Pucharu Świata. Rozdzielił tam na podium Australijczyka Sama Hilla i swego rodaka, Josha Brycelanda. W sezonie 2014 nie stawał już na podium i w klasyfikacji końcowej zajął ostatecznie szóste miejsce. W 2013 roku wystartował na mistrzostwach świata w Pietermaritzburgu, zajmując piątą pozycję.